# Mistrovství světa ve sportovním lezení 1991
Mistrovství světa ve sportovním lezení 1991 (anglicky: UIAA Climbing World Championship, francouzsky: Championnats du monde d'escalade, italsky: Campionato del mondo di arrampicata, německy: Kletterweltmeisterschaft) se uskutečnilo poprvé 2. října ve Frankfurtu pod hlavičkou UIAA, závodilo se pouze v lezení na obtížnost a rychlost..

## Průběh závodů
Do světového rankingu se po závodech ve Frankfurtu započítalo 30 mužů a 33 žen v obtížnosti, 21 mužů a 10 žen bodovaných v lezení na rychlost.

### Výsledky mužů a žen
| obtížnost                | obtížnost                | rychlost            | rychlost              |
| ------------------------ | ------------------------ | ------------------- | --------------------- |
| muži                     | ženy                     | muži                | ženy                  |
| 1. François Legrand      | 1. Susi Goodová          | 1. Hans Florine     | 1. Isabelle Dorsimond |
| 2. Júdži Hirajama        | 2. Isabelle Patissier    | 2. Jacky Godoffe    | 2. Agnès Brard        |
| 3. Guido Köstermeyer     | 3. Robyn Erbesfieldová   | 3. Kairat Rachmetov | 3. Venera Čerešněvová |
|                          |                          |                     |                       |
| 20. Marek Havlík         | 29.-33. Barbara Stranská | —                   | —                     |
| 39.-40. Marcel Toman     | —                        | —                   | —                     |
| 53.-54. Jindřich Hudeček | —                        | —                   | —                     |
| ? finalistů              | ? finalistek             | ? finalistů         | ? finalistek          |
| ? semifinalistů          | ? semifinalistek         | ? semifinalistů     | ? semifinalistek      |
| 69 mužů                  | 33 žen                   | 21 mužů             | 10 žen                |

### Medaile podle zemí
| pořadí | stát       | Zlatá medaile | Stříbrná medaile | Bronzová medaile | celkem |
| ------ | ---------- | ------------- | ---------------- | ---------------- | ------ |
| 1.     | Francie    | 1             | 3                | 0                | 4      |
| 2.     | USA        | 1             | 0                | 1                | 2      |
| 3.     | Švýcarsko  | 1             | 0                | 0                | 1      |
| 3.     | Belgie     | 1             | 0                | 0                | 1      |
| 5.     | Japonsko   | 0             | 1                | 0                | 1      |
| 6.     | Německo    | 0             | 0                | 1                | 1      |
| 6.     | Kazachstán | 0             | 0                | 1                | 1      |
| 6.     | Rusko      | 0             | 0                | 1                | 1      |

### Zúčastněné země
| 1.   | Francie            | Švýcarsko          | USA                | Belgie             |
| 2.   | Japonsko           | Francie            | Francie            | Francie            |
| 3.   | Německo            | USA                | Kazachstán         | Rusko              |
| 4.   | Rusko              | Rusko              | Polsko             | Nizozemsko         |
| 5.   | Španělsko          | Belgie             | Rusko              | Německo            |
| 6.   | USA                | Itálie             | Spojené království | Polsko             |
| 7.   | Rakousko           | Německo            | Austrálie          | Spojené království |
| 8.   | Belgie             | Spojené království | Německo            | USA                |
| 9.   | Švýcarsko          | Polsko             | Jižní Korea        | -                  |
| 10.  | Česko              | Nizozemsko         | Bulharsko          | -                  |
| 11.  | Polsko             | Slovinsko          | Belgie             | -                  |
| 12.  | Itálie             | Rakousko           | Španělsko          | -                  |
| 13.  | Slovinsko          | Slovensko          | -                  | -                  |
| 14.  | Kazachstán         | Lucembursko        | -                  | -                  |
| 15.  | Austrálie          | Česko              | -                  | -                  |
| 16.  | Nizozemsko         | -                  | -                  | -                  |
| 17.  | Spojené království | -                  | -                  | -                  |
| 18.  | Jižní Korea        | -                  | -                  | -                  |
| 19.  | Kanada             | -                  | -                  | -                  |
| 20.  | Slovensko          | -                  | -                  | -                  |
| 21.  | Bulharsko          | -                  | -                  | -                  |
| (22) | 21                 | 15                 | 12                 | 8                  |